# Saúd bin Abdulaziz
Saúd bin Abdulaziz (Kuwait, 15 de enero de 1902 - Atenas, 23 de febrero de 1969) (en árabe: سعود بن عبد العزيز آل سعود Sa‘ūd ibn ‘Abd ul-‘Azīz Āl Sa‘ūd) fue rey de Arabia Saudita entre 1953 y 1964. Era hijo del rey Abdulaziz bin Saúd, fundador del reino saudita. 
Se convirtió en heredero al trono tras la muerte de su hermano mayor, Turki bin Abdelaziz (1900-1919), primogénito y heredero de Abdulaziz bin Saúd, fallecido durante la epidemia de gripe española de 1919. La ley de sucesión se cambió tras la muerte de Turki, de manera que el reino de Néyed, y más tarde todos los de Arabia Saudita, pasasen de hermano a hermano en lugar de padre a hijo. Durante su reinado, su riqueza se estimaba a 10 000 millones de dólares, en ese momento era el hombre más rico del mundo.

## Príncipe
La primera misión política que realizó Saúd fue a los trece años, como jefe de una delegación enviada por su padre a Catar. Dirigió la primera guerra contra Haíl en 1921, y se convirtió en el caudillo de las tropas de Arabia Saudita en su lucha contra Yemen. Participó en ocho guerras antes de llegar al trono. Antes de convertirse en rey, Saúd, junto con su medio hermano Fáisal, tuvo grandes responsabilidades en el establecimiento y funcionamiento de las tierras de los Ibn Saúd. Poco después de la creación oficial de la Arabia Saudita, fue nombrado príncipe heredero el 11 de mayo de 1933, por delante del resto de sus hermanos. El 13 de octubre de 1953, Saúd fue nombrado primer ministro, y en ese mismo año, cuando murió Abdulaziz, se convirtió en rey, restableciendo la esclavitud por decreto real.

## Reinado

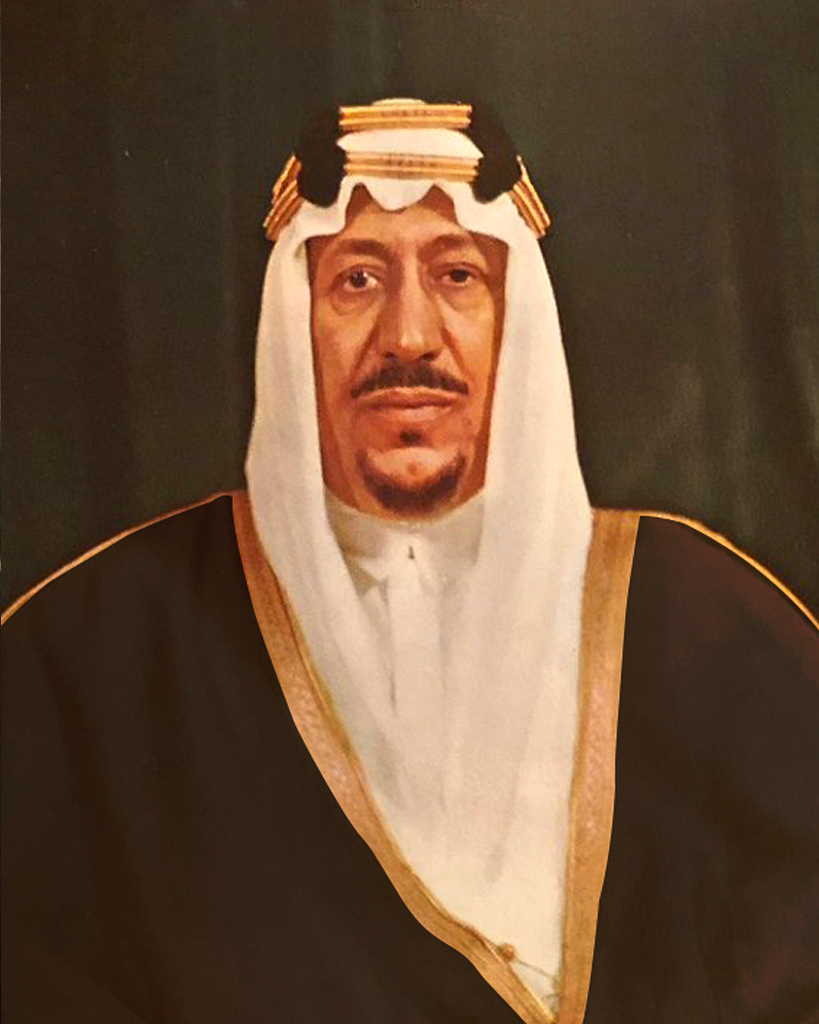
Retrato oficial como rey en 1960

Durante su reinado fue responsable de la creación de numerosos ministerios gubernamentales, así como de la creación de la Universidad Rey Saúd (rebautizada como Universidad de Riad tras su abdicación) en Riad. Tuvo 53 hijos y 56 hijas, y quiso darles poder colocándoles en puestos de gobierno. Esto molestó a sus hermanastros, que pensaban que los hijos de Saúd eran demasiado inexpertos, y comenzaron a temer que seleccionara a su propio hijo para sucederle. Entre 1953 y 1964, el nombramiento de ocho ministros se hizo en parte para contener las demandas de participación política entre los miembros del linaje real, pero en 1957 colocó a su hijo Saúd Fahd en el Ministerio de Defensa, a Musa'id en la Guardia Real, a Jálid en la Guardia Nacional y a Saad en la Guardia Especial. El perfil de gobierno no tuvo en cuenta las reivindicaciones de sus hermanos, ni siquiera las de Fáisal, el mayor. También derrochó grandes sumas de los fondos estatales para su propia familia y sus palacios, en un momento en que Arabia Saudita se esforzaba por subir económicamente. 
A pesar de las relaciones cordiales con Egipto que tuvo al comienzo de su reinado, con el fin de oponerse a los reinos hachemíes de Jordania e Irak, Saúd estaba molesto con la influencia de Egipto en el mundo árabe, lo que dio lugar a numerosos errores diplomáticos, incluido un supuesto complot para asesinar a Gamal Abdel Nasser. Saúd también empezó a apoyar las fuerzas leales a la Corona en la guerra civil yemení, en la que Egipto apoyaba al bando republicano.

## Lucha con Fáisal
Tras la muerte de Abdulaziz estalló la lucha entre Saúd y Fáisal; Saúd no era adecuado para suceder a su padre y fue extremadamente incompetente cuando se convirtió en rey. El aumento de los ingresos del petróleo no resolvió el problema financiero asociado a las deudas que Saúd había heredado de su padre, estimadas en 1953 en 200 millones de dólares. De hecho, esta deuda aumentó a más del doble en 1958, alcanzando 450 millones de dólares. El riyal saudí perdió la mitad de su valor oficial frente al dólar. ARAMCO y los bancos internacionales declinaron las demandas de crédito, así que Saúd suspendió los pocos proyectos que había iniciado, aunque continuó su gasto en lujosos palacios y 700 concubinas.
Saúd y Fáisal mantuvieron una batalla interna sobre la definición de las responsabilidades políticas y la división de las funciones gubernamentales. A Saúd se le asocia, entre otras cosas, con el saqueo de los ingresos del petróleo, los palacios lujosos y la conspiración dentro y fuera de Arabia Saudita; y a la inversa, Fáisal se asocia con la sobriedad, la piedad, el puritanismo, los conocimientos financieros y la modernización. El conflicto entre los dos hermanos fue por voluntad de Fáisal para poner freno a su hermano, el gasto de Arabia Saudita y para resolver la crisis financiera. 
El conflicto entre los dos hermanos se dirimía en el papel que se asignara al Consejo de Ministros. Saúd suprimió el cargo de primer ministro por real decreto, por lo tanto se convirtió en rey y primer ministro de facto. Saúd se veía a sí mismo como primer ministro y rey, y Fáisal deseaba más competencias para él como príncipe heredero y primer ministro adjunto.

## Abdicación
Los miembros de la familia Saúd estaban preocupados por la prodigalidad y la incapacidad para hacer frente al desafío nacionalista de Náser. La corrupción y el atraso debilitaban al régimen, y desde Radio El Cairo la propaganda antisaudita podría encontrar una audiencia receptiva.
Saúd y Fáisal continuaron su lucha por el poder hasta 1962, cuando Fáisal formó un gabinete en ausencia del rey, que había ido al extranjero para recibir tratamiento médico. Fáisal puso en el gobierno a sus hermanastros Fáhad y Sultán, ambos aliados suyos, excluyendo del gobierno a los hijos de Saúd. Prometió una reforma de diez puntos que incluía la redacción de una ley básica, la supresión de la esclavitud y el establecimiento de un consejo judicial. A su regreso, Saúd rechazó el nuevo acuerdo y amenazó con movilizar la Guardia Real en contra de su hermano. Fáisal ordenó la movilización de la Guardia Nacional contra el Rey. Con el arbitraje de los ulemas y la presión de los demás miembros de la familia real, Saúd accedió a ceder todos los poderes a su hermano Fáisal (en calidad de regente) el 28 de marzo de 1964 y a renunciar a la corona el 2 de noviembre de ese mismo año.
Después de su abdicación, su nombre no se menciona en Arabia Saudita, y numerosas instituciones que llevaban su nombre recibieron otro. Su reinado apenas se menciona en los libros de historia, y sus hijos quedaron al margen de las posiciones de poder, aunque dos de ellos fueron nombrados gobernadores de provincias menores durante el reinado del Rey Fahd.
Saúd se vio obligado a exiliarse y se trasladó a Ginebra (Suiza) y luego a otras ciudades europeas. En 1966 Náser le invitó a vivir en Egipto. Falleció en Atenas el 23 de febrero de 1969 después de sufrir un ataque al corazón mientras dormía. Dos días antes de morir se había sentido enfermo y le pidió a su médico austriaco, Filnger, que le examinara, pero el médico llegó después de que hubiera muerto. En la mañana de ese día, Saúd dio un corto paseo por la playa con su hija Nozhah, cerca del Hotel Kavouri donde vivía. Su cuerpo fue trasladado a La Meca y después a Riad, donde fue enterrado en el cementerio Alaoud.

## Títulos y tratamientos
Esta tabla aún no está actualizada. Puedes contribuir aportando información sobre títulos y tratamientos de esta persona.

## Distinciones honoríficas
- Caballero Gran Cordón de la Suprema Orden del Renacimiento (Reino Hachemita de Jordania).
- Caballero Gran Cordón de la Orden Nacional del Cedro (República Libanesa).
- Miembro de Primera Clase de la Orden del Sol Supremo (Reino de Afganistán).
- Caballero Gran Cordón de la Orden de Sayyid Muhámmad ibn Alí al-Senussi (Reino de Libia).
- Caballero de Primera Clase de la Orden de Ommayad (República Árabe Siria).
- Caballero Gran cruz de la Orden Imperial del Yugo y las Flechas (01/04/1952).[10]
- Collar de la Orden del Nilo (República Árabe de Egipto, 1954).[11]
- Collar de la Orden del Mérito Civil (Estado español, 15/02/1962).[12]

## Ancestros
| \| \| \| \| \| \| \| \| \| \| \| \| \| \| \| \| \| \| \| \| 16. Turki bin Abdulah bin Muhámmad \| \| \| \| \| \| \| \| \| \| \| \| \| \| \| \| \| \| \| \| \| \| \| \| \| \| \| \| \| \| \| \| \| \| \| \| \| \| \| \| \| \| \| \| \| \| \| \| \| \| \| \| \| \| 8. Fáisal bin Turki bin Abdulah Al-Saúd \| \| \| \| \| \| \| \| \| \| \| \| \| \| \| \| \| \| \| \| \| \| \| \| \| \| \| \| \| \| \| \| \| \| \| \| \| \| \| \| \| \| \| \| \| \| \| \| \| \| \| \| \| \| 17. Hia bint Hamad bin Alí Al Faqih Angari Tamimi \| \| \| \| \| \| \| \| \| \| \| \| \| \| \| \| \| \| \| \| \| \| \| \| \| \| \| \| \| \| \| \| \| \| \| \| \| \| \| \| \| \| \| \| \| \| \| \| \| \| \| \| \| \| 4. Abdulrahman bin Fáisal \| \| \| \| \| \| \| \| \| \| \| \| \| \| \| \| \| \| \| \| \| \| \| \| \| \| \| \| \| \| \| \| \| \| \| \| \| \| \| \| \| \| \| \| \| \| \| \| \| \| \| \| \| \| 18. Mishari bin Abdulrahman bin Hasan bin Mishari bin Saúd \| \| \| \| \| \| \| \| \| \| \| \| \| \| \| \| \| \| \| \| \| \| \| \| \| \| \| \| \| \| \| \| \| \| \| \| \| \| \| \| \| \| \| \| \| \| \| \| \| \| \| \| \| \| 9. Sarah bint Mishari bin Abdulrahman bin Hasan Al Saúd \| \| \| \| \| \| \| \| \| \| \| \| \| \| \| \| \| \| \| \| \| \| \| \| \| \| \| \| \| \| \| \| \| \| \| \| \| \| \| \| \| \| \| \| \| \| \| \| \| \| \| \| \| \| 2. Ibn Saúd \| \| \| \| \| \| \| \| \| \| \| \| \| \| \| \| \| \| \| \| \| \| \| \| \| \| \| \| \| \| \| \| \| \| \| \| \| \| \| \| \| \| \| \| \| \| \| \| \| \| \| \| \| \| 20. Mohámmed bin Turki bin Suleimán Al Sudairi \| \| \| \| \| \| \| \| \| \| \| \| \| \| \| \| \| \| \| \| \| \| \| \| \| \| \| \| \| \| \| \| \| \| \| \| \| \| \| \| \| \| \| \| \| \| \| \| \| \| \| \| \| \| 10. Áhmed Al Kabir bin Mohámmed bin Turki Al Sudairi \| \| \| \| \| \| \| \| \| \| \| \| \| \| \| \| \| \| \| \| \| \| \| \| \| \| \| \| \| \| \| \| \| \| \| \| \| \| \| \| \| \| \| \| \| \| \| \| \| \| \| \| \| \| 5. Sarah bint Áhmed Al Kabir bin Mohámmed Al Sudairi \| \| \| \| \| \| \| \| \| \| \| \| \| \| \| \| \| \| \| \| \| \| \| \| \| \| \| \| \| \| \| \| \| \| \| \| \| \| \| \| \| \| \| \| \| \| \| \| \| \| \| \| \| \| 1. Saúd de Arabia Saudita \| \| \| \| \| \| \| \| \| \| \| \| \| \| \| \| \| \| \| \| \| \| \| \| \| \| \| \| \| \| \| \| \| \| \| \| \| \| \| \| \| \| \| \| \| \| \| \| \| \| \| \| \| \| 12. 'Aqab \| \| \| \| \| \| \| \| \| \| \| \| \| \| \| \| \| \| \| \| \| \| \| \| \| \| \| \| \| \| \| \| \| \| \| \| \| \| \| \| \| \| \| \| \| \| \| \| \| \| \| \| \| \| 6. Muhámmad bin 'Aqab \| \| \| \| \| \| \| \| \| \| \| \| \| \| \| \| \| \| \| \| \| \| \| \| \| \| \| \| \| \| \| \| \| \| \| \| \| \| \| \| \| \| \| \| \| \| \| \| \| \| \| \| \| \| 3. Wadhah bint Muhámmad bin 'Aqab \| \| \| \| \| \| \| \| \| \| \| \| \| \| \| \| \| \| \| \| \| \| \| \| \| \| \| \| \| \| \| \| \| \| \| \| \| \| \| \| \| \| \| \| \| \| \| \| \| \| \| \| |                                                            |  |  |  |  |  |  |  |  |  |  |  |  |  |  |  |
| |                                                            |  |  |  |  |  |  |  |  |  |  |  |  |  |  |  |
| | 16. Turki bin Abdulah bin Muhámmad                         |  |  |  |  |  |  |  |  |  |  |  |  |  |  |  |
| |                                                            |  |  |  |  |  |  |  |  |  |  |  |  |  |  |  |
| |                                                            |  |  |  |  |  |  |  |  |  |  |  |  |  |  |  |
| | 8. Fáisal bin Turki bin Abdulah Al-Saúd                    |  |  |  |  |  |  |  |  |  |  |  |  |  |  |  |
| |                                                            |  |  |  |  |  |  |  |  |  |  |  |  |  |  |  |
| |                                                            |  |  |  |  |  |  |  |  |  |  |  |  |  |  |  |
| | 17. Hia bint Hamad bin Alí Al Faqih Angari Tamimi          |  |  |  |  |  |  |  |  |  |  |  |  |  |  |  |
| |                                                            |  |  |  |  |  |  |  |  |  |  |  |  |  |  |  |
| |                                                            |  |  |  |  |  |  |  |  |  |  |  |  |  |  |  |
| | 4. Abdulrahman bin Fáisal                                  |  |  |  |  |  |  |  |  |  |  |  |  |  |  |  |
| |                                                            |  |  |  |  |  |  |  |  |  |  |  |  |  |  |  |
| |                                                            |  |  |  |  |  |  |  |  |  |  |  |  |  |  |  |
| | 18. Mishari bin Abdulrahman bin Hasan bin Mishari bin Saúd |  |  |  |  |  |  |  |  |  |  |  |  |  |  |  |
| |                                                            |  |  |  |  |  |  |  |  |  |  |  |  |  |  |  |
| |                                                            |  |  |  |  |  |  |  |  |  |  |  |  |  |  |  |
| | 9. Sarah bint Mishari bin Abdulrahman bin Hasan Al Saúd    |  |  |  |  |  |  |  |  |  |  |  |  |  |  |  |
| |                                                            |  |  |  |  |  |  |  |  |  |  |  |  |  |  |  |
| |                                                            |  |  |  |  |  |  |  |  |  |  |  |  |  |  |  |
| | 2. Ibn Saúd                                                |  |  |  |  |  |  |  |  |  |  |  |  |  |  |  |
| |                                                            |  |  |  |  |  |  |  |  |  |  |  |  |  |  |  |
| |                                                            |  |  |  |  |  |  |  |  |  |  |  |  |  |  |  |
| | 20. Mohámmed bin Turki bin Suleimán Al Sudairi             |  |  |  |  |  |  |  |  |  |  |  |  |  |  |  |
| |                                                            |  |  |  |  |  |  |  |  |  |  |  |  |  |  |  |
| |                                                            |  |  |  |  |  |  |  |  |  |  |  |  |  |  |  |
| | 10. Áhmed Al Kabir bin Mohámmed bin Turki Al Sudairi       |  |  |  |  |  |  |  |  |  |  |  |  |  |  |  |
| |                                                            |  |  |  |  |  |  |  |  |  |  |  |  |  |  |  |
| |                                                            |  |  |  |  |  |  |  |  |  |  |  |  |  |  |  |
| | 5. Sarah bint Áhmed Al Kabir bin Mohámmed Al Sudairi       |  |  |  |  |  |  |  |  |  |  |  |  |  |  |  |
| |                                                            |  |  |  |  |  |  |  |  |  |  |  |  |  |  |  |
| |                                                            |  |  |  |  |  |  |  |  |  |  |  |  |  |  |  |
| | 1. Saúd de Arabia Saudita                                  |  |  |  |  |  |  |  |  |  |  |  |  |  |  |  |
| |                                                            |  |  |  |  |  |  |  |  |  |  |  |  |  |  |  |
| |                                                            |  |  |  |  |  |  |  |  |  |  |  |  |  |  |  |
| | 12. 'Aqab                                                  |  |  |  |  |  |  |  |  |  |  |  |  |  |  |  |
| |                                                            |  |  |  |  |  |  |  |  |  |  |  |  |  |  |  |
| |                                                            |  |  |  |  |  |  |  |  |  |  |  |  |  |  |  |
| | 6. Muhámmad bin 'Aqab                                      |  |  |  |  |  |  |  |  |  |  |  |  |  |  |  |
| |                                                            |  |  |  |  |  |  |  |  |  |  |  |  |  |  |  |
| |                                                            |  |  |  |  |  |  |  |  |  |  |  |  |  |  |  |
| | 3. Wadhah bint Muhámmad bin 'Aqab                          |  |  |  |  |  |  |  |  |  |  |  |  |  |  |  |
| |                                                            |  |  |  |  |  |  |  |  |  |  |  |  |  |  |  |
| |                                                            |  |  |  |  |  |  |  |  |  |  |  |  |  |  |  |

| Predecesor: Abdulaziz bin Saúd | Rey de Arabia Saudita 1953-1964 | Sucesor: Fáisal bin Abdulaziz |